# La Chapelle-Achard
La Chapelle-Achard is een plaats en voormalige gemeente in het Franse departement Vendée in de regio Pays de la Loire. De plaats maakt deel uit van het arrondissement Les Sables-d'Olonne.

## Geschiedenis
La Chapelle-Achard was onderdeel van het kanton La Mothe-Achard tot op 22 maart 2015 het kanton werd opgeheven en de gemeente deel ging uitmaken van het kanton Talmont-Saint-Hilaire.
Op 1 januari 2017 fuseerde La Chapelle-Achard met de aangrenzende gemeente La Mothe-Achard tot de commune nouvelle Les Achards. De voormalige gemeenten kregen de status van commune déléguée tot deze op 1 januari 2024 werd opgeheven naar aanleiding van een besluit van de gemeenteraad van Les Achards van 28 augustus 2023.

## Geografie
De oppervlakte van La Chapelle-Achard bedraagt 21,5 km², de bevolkingsdichtheid is 46,9 inwoners per km².
De onderstaande kaart toont de ligging van La Chapelle-Achard met de belangrijkste infrastructuur en aangrenzende gemeenten.

## Demografie
Onderstaande figuur toont het verloop van het inwonertal.